# 陳于陛 (戶部尚書)
陳于陛（1536年—1598年），字子納，號藎齋，直隸廣平府曲周縣（今河北省邯鄲市曲周縣）人，明朝政治人物，嘉靖己未進士，累官南京戶部尚書。

## 生平
嘉靖三十七年（1558年）戊午科順天府鄉試第三十五名，二十四歲聯捷嘉靖三十八年（1559年）己未科三甲八十一名進士
。初授慶陽府推官，累官吏部验封司郎中，隆慶四年（1570年）二月升河南布政使司右参政，晋太常寺少卿。
萬曆二年（1574年）三月改任南京通政使司右通政。萬曆五年七月，改任南京太僕寺卿。萬曆六年，升任應天府府尹，同年改太常寺卿。
萬曆十七年七月起补太常寺卿原官，十八年（1590年）正月授都察院左副都御史，六月升工部右侍郎，八月分管修理京师城垣。十九年三月升工部左侍郎，六月總督漕運廵撫鳳陽，后授兵部左侍郎。
萬曆二十三年（1595年）五月，起補戶部左侍郎，不久南京户部尚书员缺，被点用为南京戶部尚書。二十六年七月卒，贈太子少保。

## 家族
曾祖陳全；祖父陳思孝；父陳善禮，母張氏。具庆下。弟于阶。